# Liste der Einträge im National Register of Historic Places im Mineral County (Colorado)

Lage des Mineral County in Colorado

Die Liste der Einträge im National Register of Historic Places im Mineral County in Colorado führt die Bauwerke und historischen Stätten im Mineral County auf, die in das National Register of Historic Places aufgenommen wurden.
Legende
| NRHP | Historic Place             |
| HD   | Historic District          |
| NHL  | National Historic Landmark |

| [ 2 ] | Name                             | Bild                             | Eintragsdatum                 | Lage                                                                                          | Ort    | Beschreibung |
| ----- | -------------------------------- | -------------------------------- | ----------------------------- | --------------------------------------------------------------------------------------------- | ------ | ------------ |
| 1     | Sevenmile Bridge                 | Sevenmile Bridge                 | 11. Juli 1985 ID-Nr. 85001552 | 6 Meilen südwestlich von Creede 37° 47′ 33″ N, 106° 58′ 51″ W                                 | Creede |              |
| 2     | Wagon Wheel Gap Railroad Station | Wagon Wheel Gap Railroad Station | 27. Sep. 1976 ID-Nr. 76000563 | Südöstlich von Creede beim Wagon Wheel Gap am State Highway 149 37° 45′ 54″ N, 106° 49′ 32″ W | Creede |              |